# Klaus Hoffmann (Album 1975)
Klaus Hoffmann ist das erste Studioalbum von Klaus Hoffmann. Es stammt aus dem Jahr 1975. Ein weiteres gleichnamiges Album veröffentlichte er 1987.

## Entstehung
Klaus Hoffmann spielte das Album  im August 1975 im Studio Hamburg ein. Produzent war Jürgen Pohlmann, das Coverfoto stammt von Dietrich Schäfer. Hoffmann coverte für die LP drei Lieder von Jacques Brel, So sind hier die Leute (Ces gens-là), Amsterdam und Adieu Emile, bei den beiden letztgenannten verwendete er als Text jeweils Adaptionen von Heinz Riedel.

## Titelliste
Alle Lieder, sofern nicht anders vermerkt, von Klaus Hoffmann.

Seite 1
1. Meine stolze Galeere – 4:27
2. Der König der Kinder (Serat, Hoffmann) – 2:27
3. Die 3 Musikanten – 2:37
4. So sind hier die Leute (Brel, Hoffmann) – 3:34
5. Amsterdam (Brel, Riedel) – 3:45
6. Sarah – 3:13

Seite 2
1. Tanz – 4:25
2. Adieu Emile (Brel, Riedel) – 4:19
3. Das alte Lied – 4:10
4. Anna Pollinger – 4:06
5. Der Feuervogel – 3:20

## Wiederveröffentlichung
Das Album wurde 2000 als CD mit der gleichen Titelfolge wiederveröffentlicht.